# 본동 (대구)
본동(本洞)은 대구광역시 달서구의 법정동·행정동이다. 일부 지역은 행정동 송현2동에서 관할한다.

## 교육
- 대구공업대학교 (본동)